# Освоєння цілинних земель

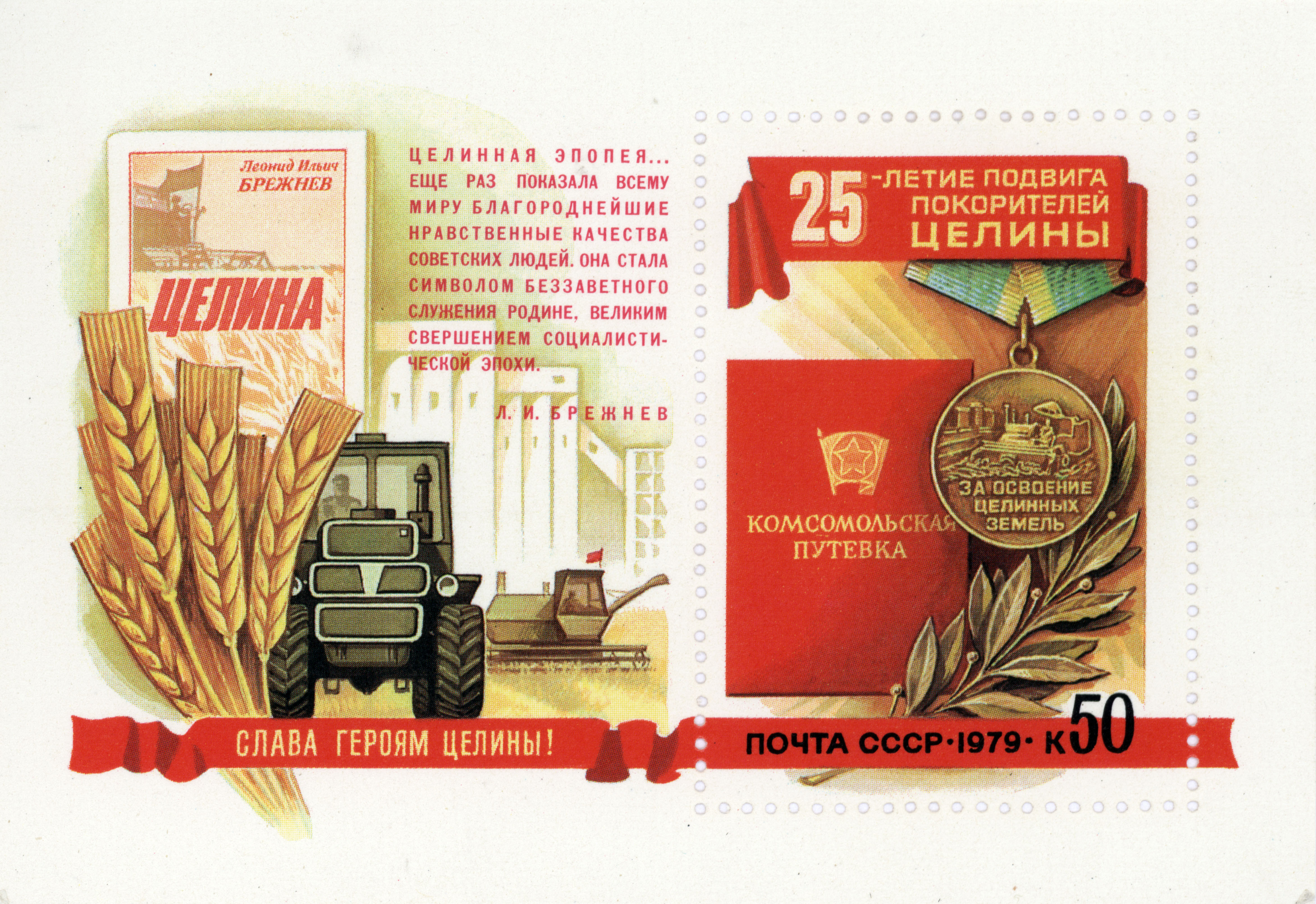
Поштовий блок СРСР

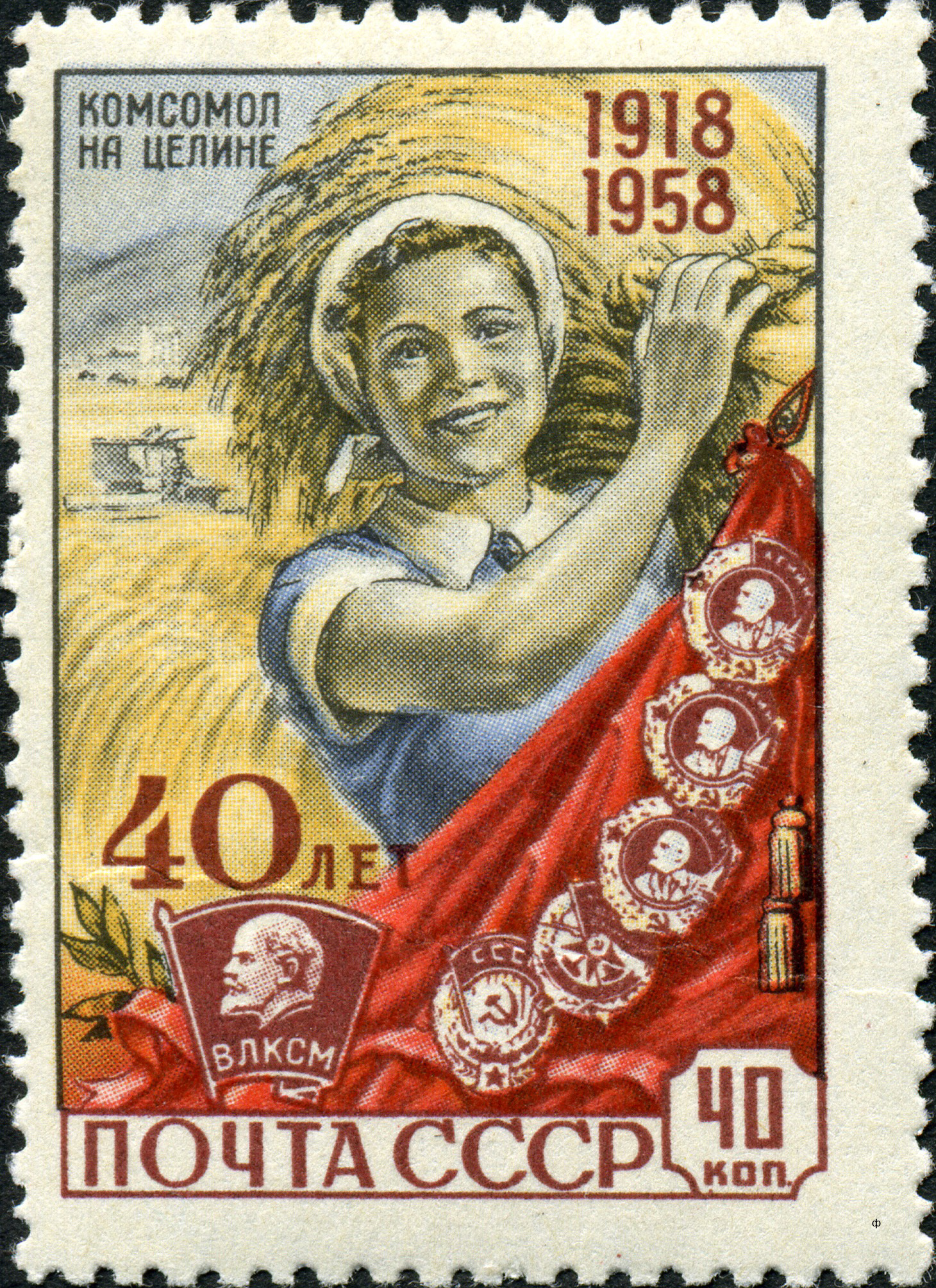
Поштова марка СРСР

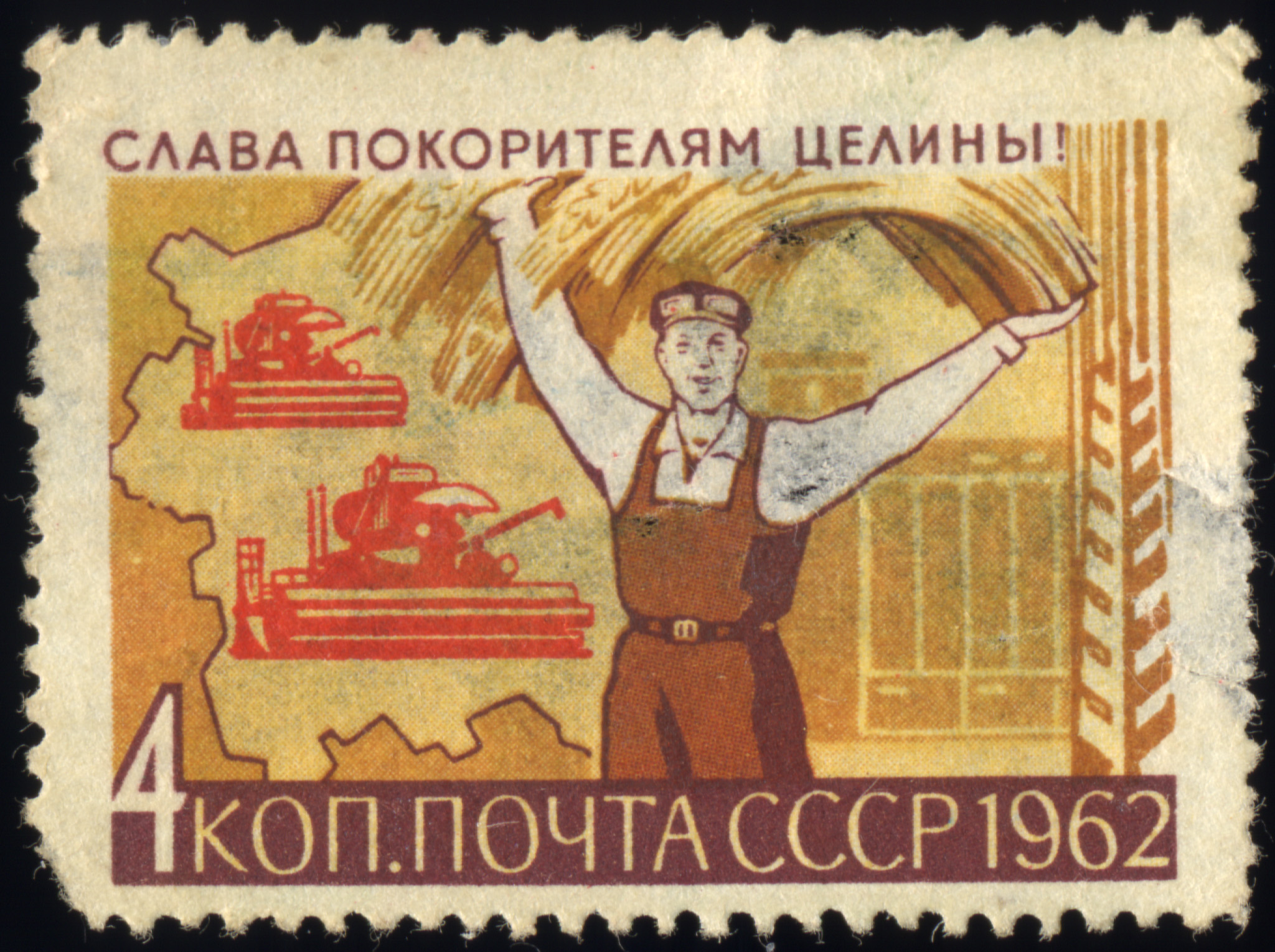
Поштова марка СРСР

Освоєння цілинних і перелогових земель, освоєння цілини — комплекс заходів по ліквідації відставання сільського господарства і збільшенню виробництва зерна в СРСР в 1955-1965 шляхом збільшення посівних площ за рахунок введення у використання цілинних земельних ресурсів в Казахстані, Поволжі, Уралі, Сибіру та на Далекому Сході РРФСР.

## Передумови
В перші повоєнні роки СРСР зіткнувся з проблемою нестачі харчових продуктів, яка виникла внаслідок одночасної дії декількох факторів:
- падіння ефективності сільського господарства через знищення активних сільгоспвиробників в часи колективізації та великі воєнні втрати економічно-активного населення на селі;
- розширення території СРСР в результаті завоювань у західній Україні, західній Білорусі, в Прибалтиці тощо та знищення активних сільгоспвиробників в ході колективізації в цих регіонах;
- неефективну модель сільськогосподарського виробництва в колгоспах та радгоспах;
- зростання темпів збільшення населення в республіках СРСР.

## Заходи
В 1954 лютнево-березневий пленум ЦК КПРС прийняв постанову «Про подальше збільшення виробництва зерна в країні і про освоєння цілинних і перелогових земель». Держпланом СРСР було намічено розорати в Казахстані, Сибіру, Поволжя, на Уралі і в інших районах СРСР не менше 43 млн га цілинних і перелогових земель.
 Була дискусія: розвивати сільське господарство інтенсивним або екстенсивним шляхом. Доводи за інтенсифікацію були значно переконливіше, однак керівництво країни в особі М.С. Хрущова воліло екстенсивний шлях розвитку... 
Освоєння цілинних і перелогових земель в 1954 році почалося головним чином зі створення радгоспів та без будь-якої попередньої підготовки, при повній відсутності інфраструктури — доріг, зерносховищ, кваліфікованих кадрів, ремонтної бази для техніки. Не бралися до уваги природні умови степів з їх піщаними бурями та суховіями, придатної до місцевих умов культури обробки ґрунтів і адаптованих до клімату сортів зернових.
Як наслідок, освоєння цілинних земель перетворилося в чергову кампанію: процвітали аврали, штурмівщина та плутанина.
В 1954-1961 рр. на освоєння цілинних земель було витрачено 20% всіх вкладень СРСР у сільське господарство. Через це аграрний розвиток традиційних районів землеробства суттєво загальмувався. Проблеми поглиблювалися відправленням на цілину значної кількості фахівців (в 1954-56 роках — близько 50 тисяч чоловік), тракторів і комбайнів.
Завдяки екстраординарному зосередженню коштів і людей, а також природним факторам нові землі в перші роки давали надвисокі врожаї і від половини до третини всього виробленого в СРСР хліба, але через швидке виснаження земель та ерозію ґрунтів вже на початку 1960-х були роки, коли на цілині не могли зібрати навіть посівний фонд. Як наслідок, освоєння цілини вступило в стадію кризи, ефективність земель впала на 65%.

## Пов'язані події
Саме на час освоєння цілинних земель припали масові звільнення в'язнів з радянської системи ГУЛАГ, тому значна частина цілинників були колишніми ув'язненими (див. також Суча війна), отже, завдяки освоєнню цілини, вдалось частково залучити в народне господарство велику кількість осіб з кримінальним минулим.

## Наслідки
Обраний в СРСР курс на освоєння цілинних і перелогових земель консервував екстенсивний шлях розвитку сільського господарства: був втрачений час та ресурси на інтенсифікацію розвитку, створення нових технологій тощо. В подальшому це призвело до продуктової залежності СРСР від капіталістичних країн з високою культурою аграрного виробництва: США, Канади, Аргентини та інших.

## Освоєння цілини у культурі
- «Перша весна» — художній фільм 1954 року.
- «Перший ешелон» — художній фільм 1955 року.
- «Неспокійна весна» — художній фільм 1956 року.
- «Це починалось так...» — художній фільм 1956 року.
- «Іван Бровкін на цілині» — художній фільм 1958 року.
- «Горизонт» — художній фільм 1961 року.
- «Смак хліба» — художній фільм 1979 року.

## Цікаві факти
- Провальні результати освоєння цілинних земель не завадили кар'єрному зростанню Леоніда Брежнєва, який на той час був другим, а потім першим секретарем компартії Казахстану. Свої спогади про освоєння цілинних земель Брежнєв виклав у книзі «Цілина».